# Camille Flammarion
Camille Flammarion (ur. 26 lutego 1842 w Montigni-le-Roi, zm. 3 czerwca 1925 w Juvisy-sur-Orge) – francuski astronom.

## Życiorys

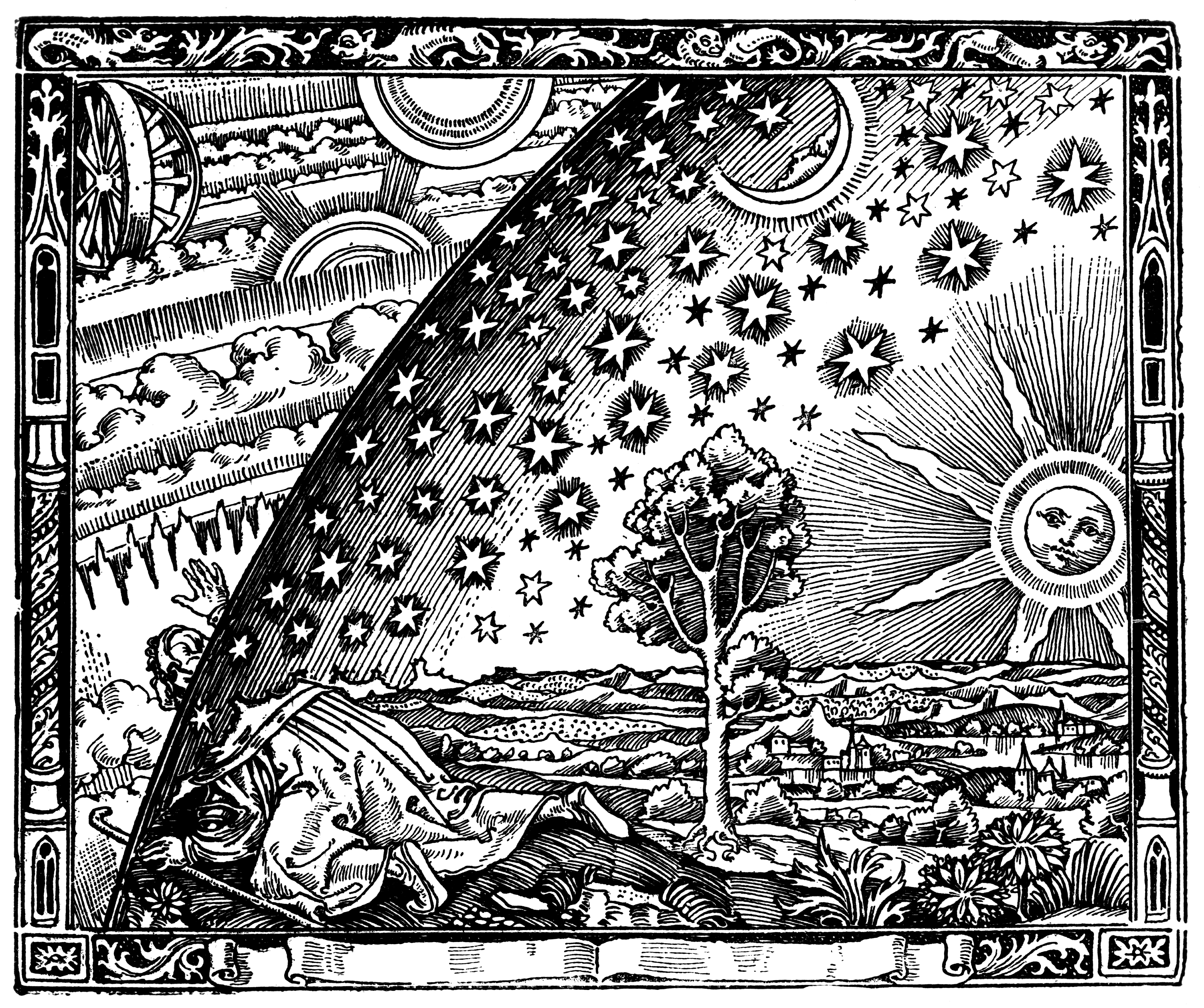
Ilustracja z L'Atmosphere: Météorologie Populaire (1888)

W latach 1858–1862 pracował jako rachmistrz w Obserwatorium Paryskim, potem – w latach 1862–1876 jako rachmistrz w Biurze Długości, a następnie, w latach 1876–1883, jako współpracownik Obserwatorium Paryskiego. Camille Flammarion był założycielem obserwatorium astronomicznego w Juvisy-sur-Orge pod Paryżem i został jego dyrektorem. Założenie tego obserwatorium nastąpiło w 1883. Zajmował się badaniami Księżyca, Marsa, gwiazd podwójnych, komet oraz atmosfery.
Był też wybitnym popularyzatorem astronomii w swoich czasach. Był autorem licznych, popularnych książek o Wszechświecie i możliwości istnienia cywilizacji pozaziemskich. Jego dzieło Astronomie populaire z 1880 stanowi klasyczną pozycję w literaturze popularnonaukowej. Flammarion został nagrodzony za to dzieło przez Akademię Nauk w Paryżu. W 1882 założył czasopismo „L`Astronomie”, a w 1887 stowarzyszenie Société astronomique de France.
Camille Flammarion znany jest też z opublikowania metaforycznej ilustracji (nieznanego autora), przedstawiającej Ziemię na tle Wszechświata oraz człowieka wyciągającego rękę w kierunku gwiazd. Ilustracja została umieszczona w wydanej w 1888 książce L'Atmosphere: Météorologie Populaire i jest znana jako rycina Flammariona. 

## Upamiętnienie
Na cześć astronoma nazwano: planetoidę (1021) Flammario oraz kratery na Księżycu i Marsie.